# Cenocoelius aartseni
Cenocoelius aartseni är en stekelart som först beskrevs av Van Achterberg 1994.  Cenocoelius aartseni ingår i släktet Cenocoelius och familjen bracksteklar. Arten är reproducerande i Sverige. Inga underarter finns listade.